# Syndipnus laeviceps
Syndipnus laeviceps là một loài tò vò trong họ Ichneumonidae.